# Rotenacker

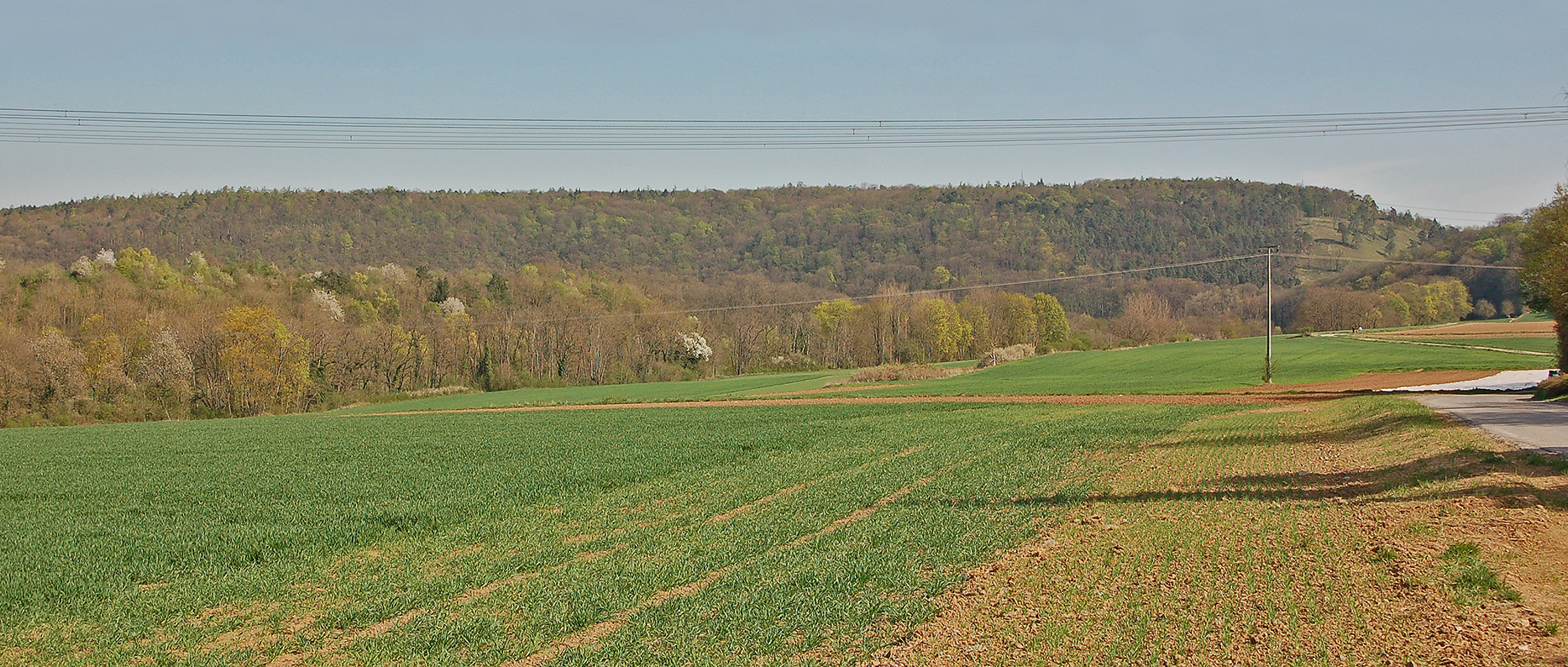
Westflanke mit Bannwald (vom Hohberg)

Der Rotenacker (auch Rotenacker Wald genannt) ist ein Forst im baden-württembergischen Landkreis Ludwigsburg. Am Westrand ist der Hangwald oberhalb der Remminger Enzschleife als Bannwald ausgewiesen und damit in seiner Entwicklung weitgehend sich selbst überlassen.

## Geographie

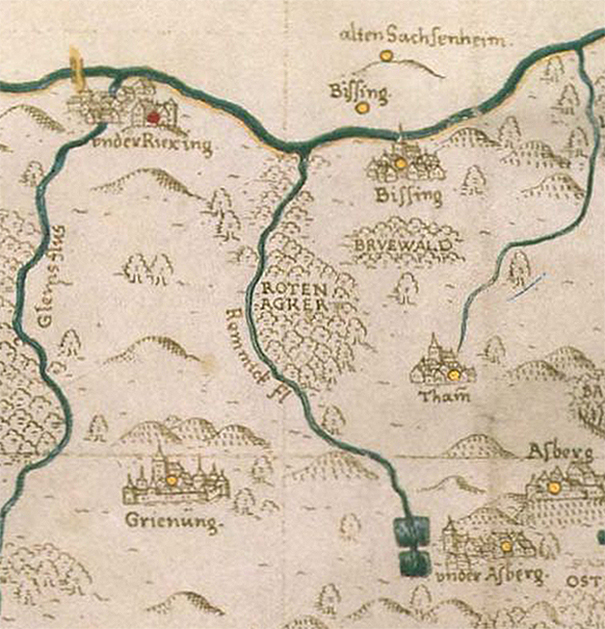
1590 war der Rotenacker bereits bewaldet

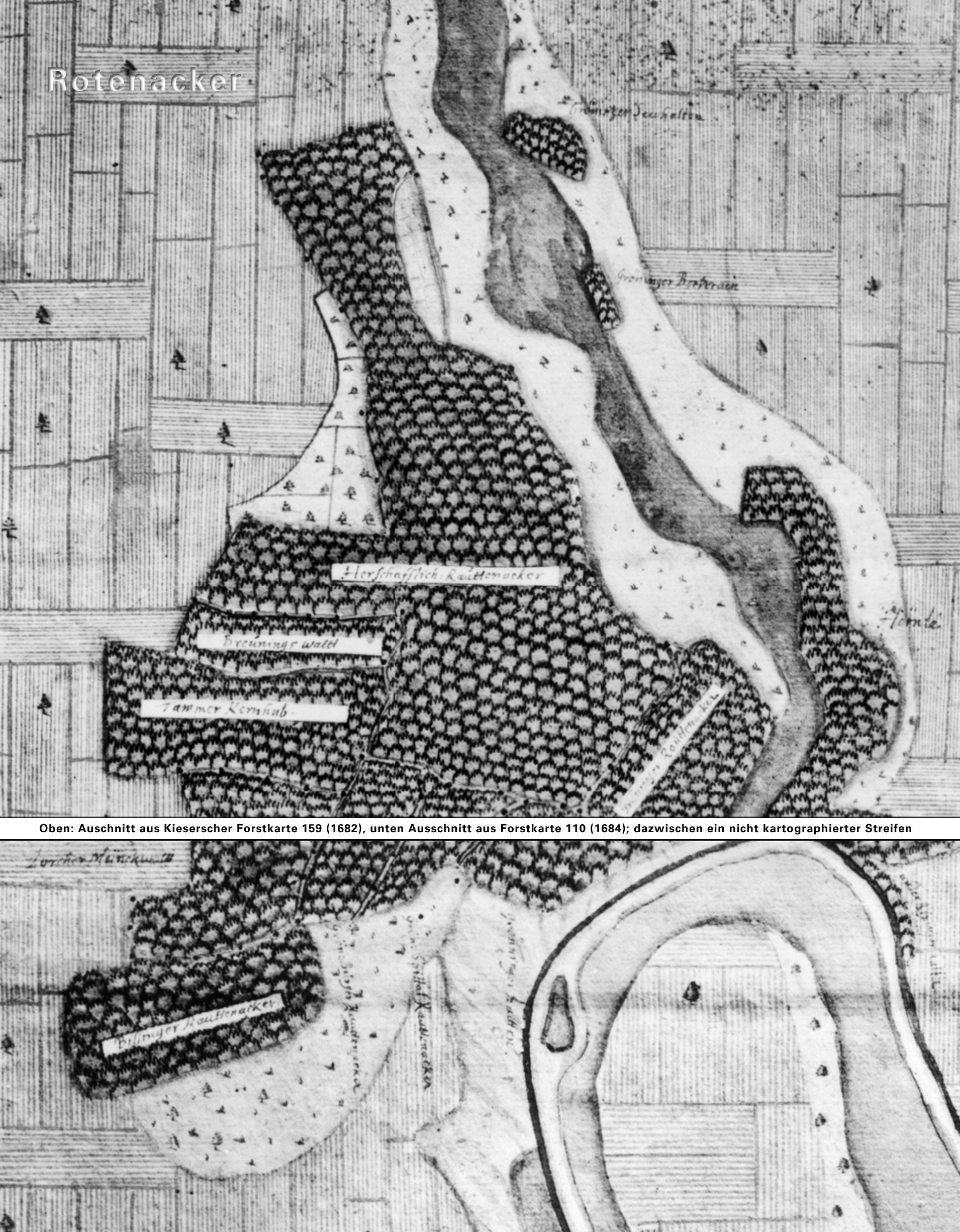
Besitz-Parzellen 1682

Sein Namensbestandteil acker legt nahe, dass der im 19. Jahrhundert noch „Rauthenacker“ geschriebene Wald früher landwirtschaftlich genutzt und erst in der Neuzeit zur Holzversorgung und für die Jagd der württembergischen Herzöge aufgeforstet wurde. So hieß dieses Gebiet im Mittelalter „Raitenhardt“, was auf einen zuvor gerodeten Wald hinweist und eine mehrfach wechselnde Nutzungsform nahelegt. Der älteste kartographische Beleg für einen demnach wiederaufgeforsteten Waldbestand auf dem Rotenacker stammt aus der 1590 von Georg Gadner für die württembergische Hofkammer erstellten Karte des Leonberger Forstbezirks. Damals soll Herzog Ludwig hier große Jagden abgehalten haben. Er nannte dieses Jagdgebiet 1586 „Raithenackerholz“.

### Besitzverhältnisse
Bis ins 18. Jahrhundert verfolgte die württembergische Hofkammer das Ziel, den Wald, in dem 1682 außer ihr die Kommunen Grüningen, Bissingen und Tamm, Grüninger Bürger sowie die Grüninger Spitalverwaltung und das Kloster Lorch Parzellen besaßen, weitestgehend in herrschaftlichen Besitz zu bringen. Nach 1771, als der Wald neu versteint und eine Forstkarte angelegt worden war, änderten sich die herrschaftlichen Erwerbsinteressen. So konnte das Heilig-Geist-Spital 1773 Teile der Rotenacker Spitze gegen Waldstücke bei Asperg und bei Schloss Solitude eintauschen. 1812 wurde der herrschaftliche Steinbruch im Rotenacker privatisiert.
Heute gehört der Rotenacker zu den Markungen von Markgröningen, Bietigheim-Bissingen (einst Remmigheim bzw. Untermberg und Bissingen) und Tamm. Er liegt auf einer teils ertragsschwachen Hochfläche über den Tälern von Leudelsbach und Enz, die ihn im Süden und Westen begrenzen.

### Geologie
Der Rotenacker liegt großteils auf einer Lettenkeuper-Platte, die teilweise von einer Löss-Deckschicht überlagert wird. Wo kein Löss ansteht, finden sich noch Flussschotter der einst auf dieser Höhe fließenden Enz. An den Talhängen steht Muschelkalk an, der Karsterscheinungen aufweist: Zwei Dolinen nördlich vom Remminger Schlössle wurden als Naturdenkmale unter Schutz gestellt und in das Geotop-Kataster des Geologischen Landesamtes aufgenommen. Weitere Dolinen oder Erdfälle konnten entlang der Hangkante zum Leudelsbachtal ausgemacht werden. Einige Löcher an der Hangkante entstanden allerdings durch den Abbau des hier ausstreichenden Hauptsandsteins des Lettenkeupers.
Das rund 16 Meter hohe Profil 38 im Rotenacker Bruch weist folgende Gesteinsschichten (von oben nach unten) unter dem Waldboden auf:
1. Obere Graue Mergel, ca. 1,7 Meter mächtig,
2. Anoplophora-Dolomite (knapp 2 m),
3. Untere Graue Mergel (ca. 0,9 m),
4. Anthrakonit-Bank (ca. 0,3 m),
5. Sandige Pflanzenschiefer (ca. 1 m) und der früher als Werkstein sehr begehrte
6. Unterkeuper-Hauptsandstein mit einer vergleichsweise hohen Mächtigkeit von 8,5 Metern.

Niederschläge fließen im Rotenacker kaum oberflächlich ab, versickern weitgehend und fließen im verkarsteten Muschelkalk-Untergrund ab.

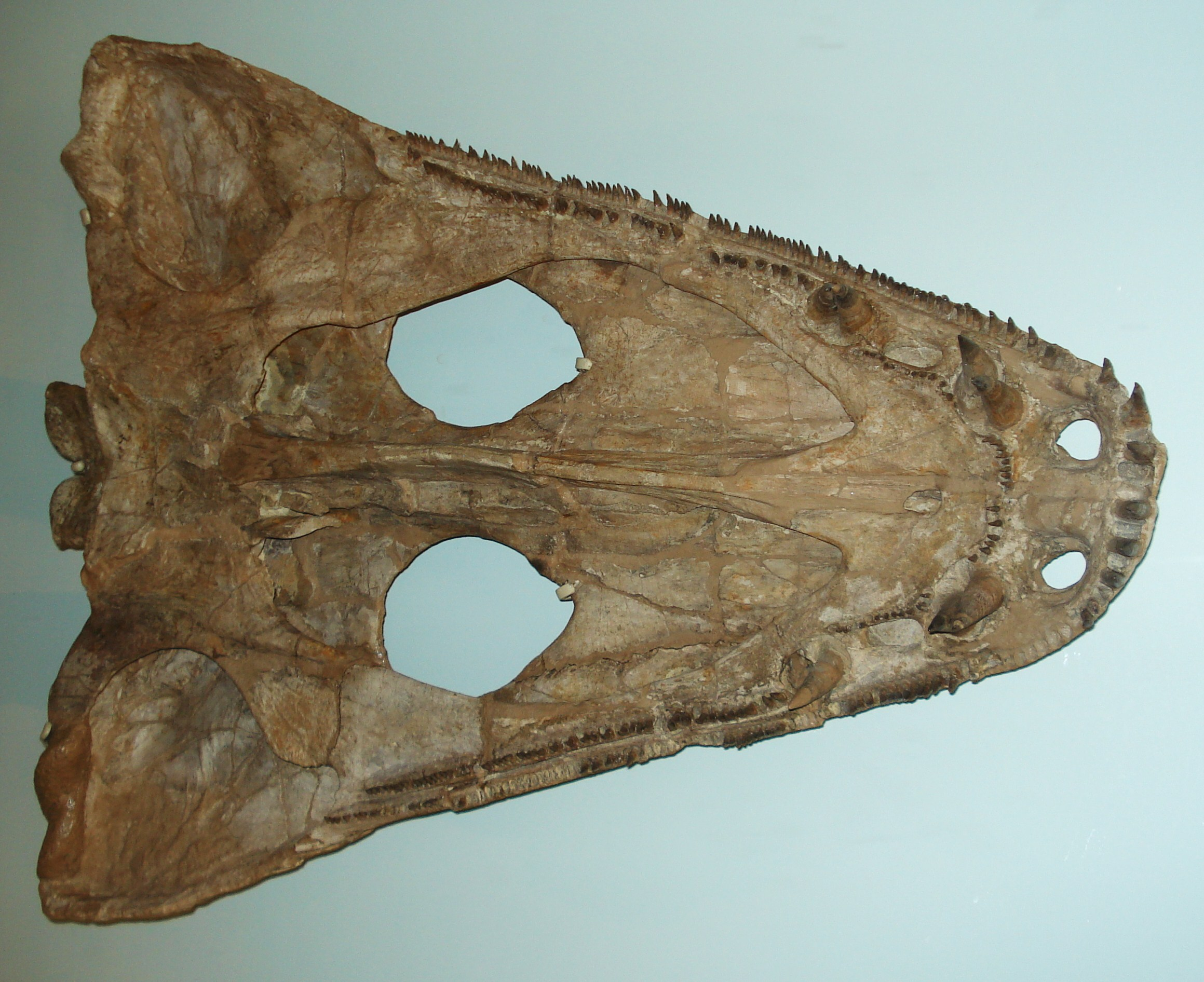
Mastodonsaurus-Schädel im Naturkundemuseum

### Saurierfund

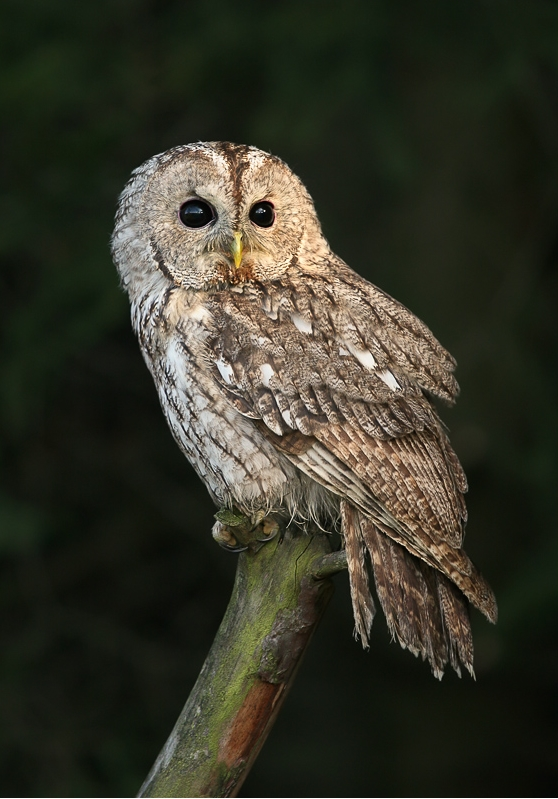
Der Waldkauz (Strix aluco) findet im Bannwald Zuflucht

Im Jahr 1867 fand der Tübinger Student Frederik Endlich im Rotenacker Sandsteinbruch einen ca. 75 cm langen, sehr gut erhaltenen Schädel einer Panzerechse, Mastodonsaurus giganteus genannt (Nr. SMNS 4774), den er Oscar Fraas vom Königlichen Naturalienkabinett, dem Vorläufer des Staatlichen Museums für Naturkunde Stuttgart übergab. Mitarbeiter des Naturalienkabinetts stellten darauf weitere Skelettpartikel sicher und setzten sie zusammen. Das Skelett wird bis heute im Naturkundemuseum ausgestellt.

### Naturschutz
Der teils bis in deren Talgrund hinabreichende, vielseitige Mischwald gehört zum LSG Enztal zwischen dem Leinfelder Hof und Bietigheim-Bissingen und großteils zum FFH-Gebiet 7119-341 Strohgäu und unteres Enztal bzw. zum Naturschutzgebiet (NSG) Leudelsbachtal.

#### Bannwald Rotenacker
Am Abhang zur Enz ist eine Fläche von rund 14,4 ha als Bannwald nach § 32 LWaldG ausgewiesen. In diesem Gebiet bleibt der Wald weitgehend sich selbst überlassen und entwickelt sich zum Urwald. Er liegt großteils auf den Flurstücken 144 und 234 auf ehemals Remmigheimer Markung, die heute zu Bietigheim-Bissingen gehören, und teils auf Markgröninger Markung. Er zählt zu den ökologisch wertvollen Kernzonen des NSGs Leudelsbachtal und bietet vielen Vogelarten Lebensraum und Zuflucht, darunter insbesondere Spechte sowie Schleiereule und Waldkauz.
Im Bannwald Rotenacker  sollen sich die jeweiligen Waldökosysteme mit ihren Tier- und Pflanzenarten sowie Pilzen unbeeinflusst entwickeln können. Außerdem soll die wissenschaftliche Beobachtung gewährleistet sein. Der Schutz bezieht sich nicht nur auf die aktuell dort anzufindenden Lebensräume und -gemeinschaften, sondern bezieht auch explizit die eventuellen eigendynamischen Entwicklungen und Änderungen mit ein.

#### Schaftrieb mit großer Pflanzenvielfalt
Entlang der sonnenexponierten Hangkante des Leudelsbachtales verlief am Waldrand ein breiter Schaftrieb bzw. Herdweg, der von alters her im Besitz der Stadt Markgröningen ist. Die verbliebenen Relikte entlang des Rotenackers werden durch Pflegemaßnahmen offen gehalten. Eine markante alte Sommerlinde am Wegesrand ist als Naturdenkmal ND25/09 geschützt. Neben verschiedenen Orchideen findet man hier über 200 weitere Pflanzenarten, sehr häufig die Schlüsselblume (Primula veris) und das Berg-Hellerkraut (Thlaspi montanum), aber auch die Türkenbundlilie (Lilium martagon), die Stinkende Nieswurz (Helleborus foetidus) und den Seidelbast (Daphne mezereum).

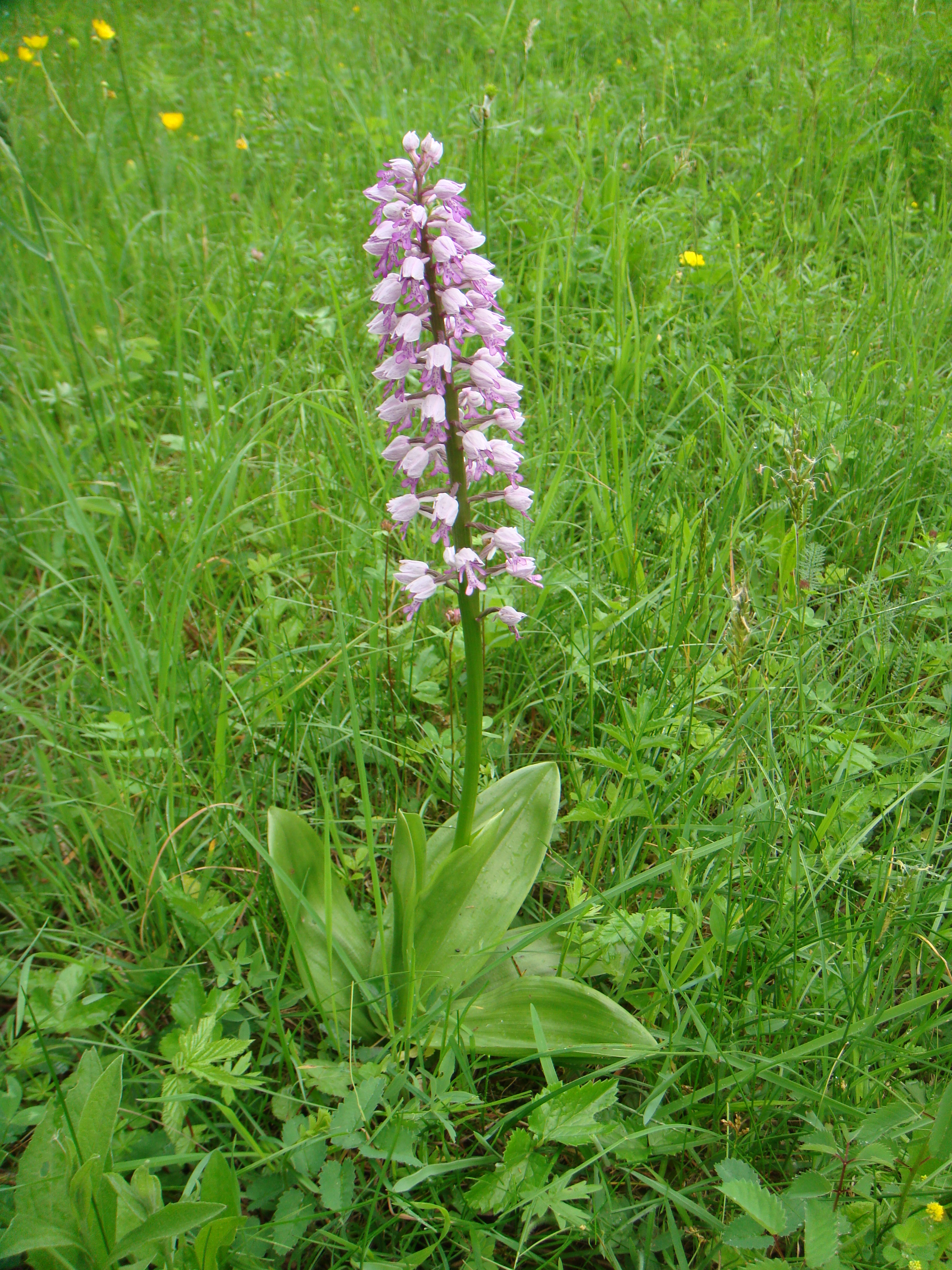
Helmknabenkraut (Orchis militaris)
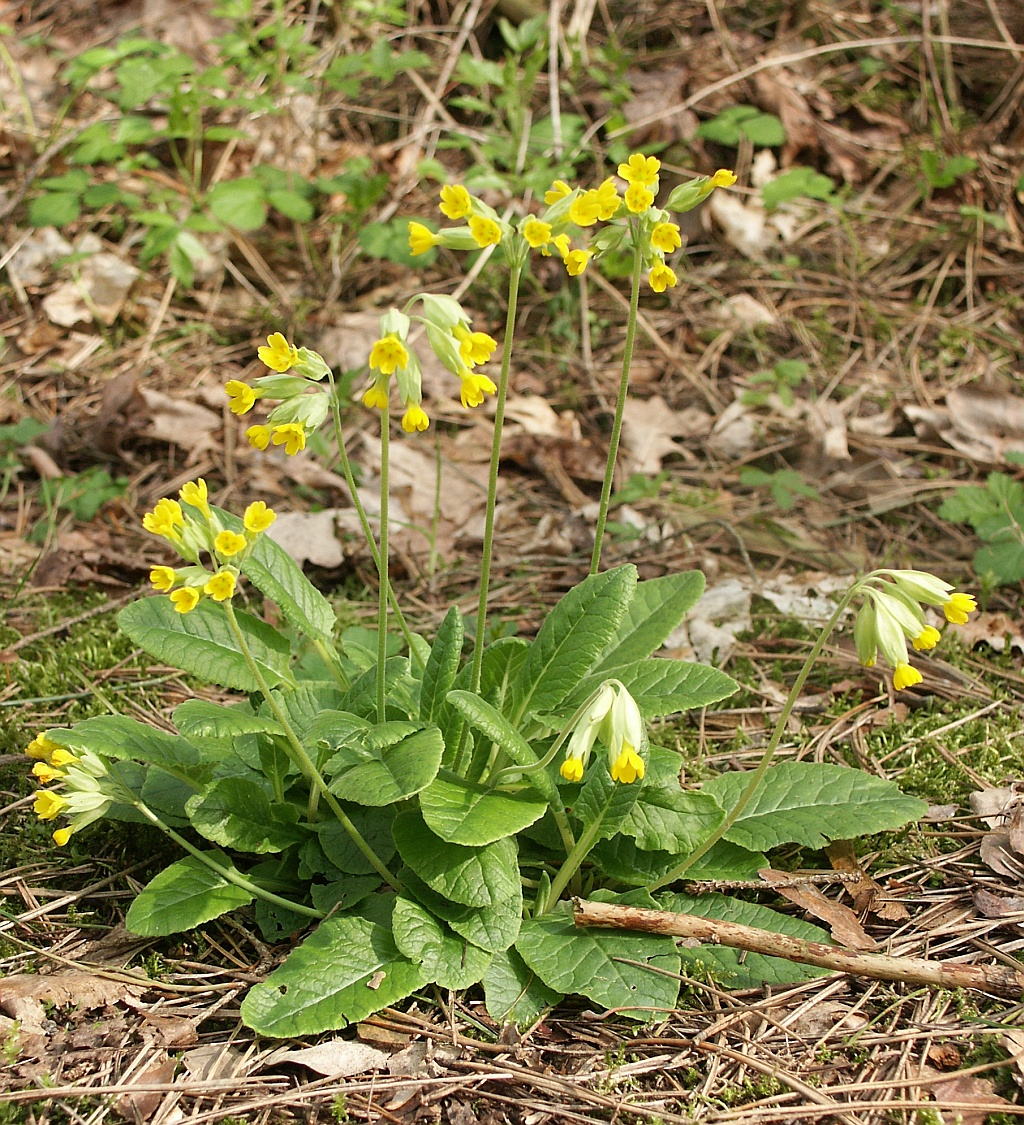
Schlüsselblume (Primula veris)
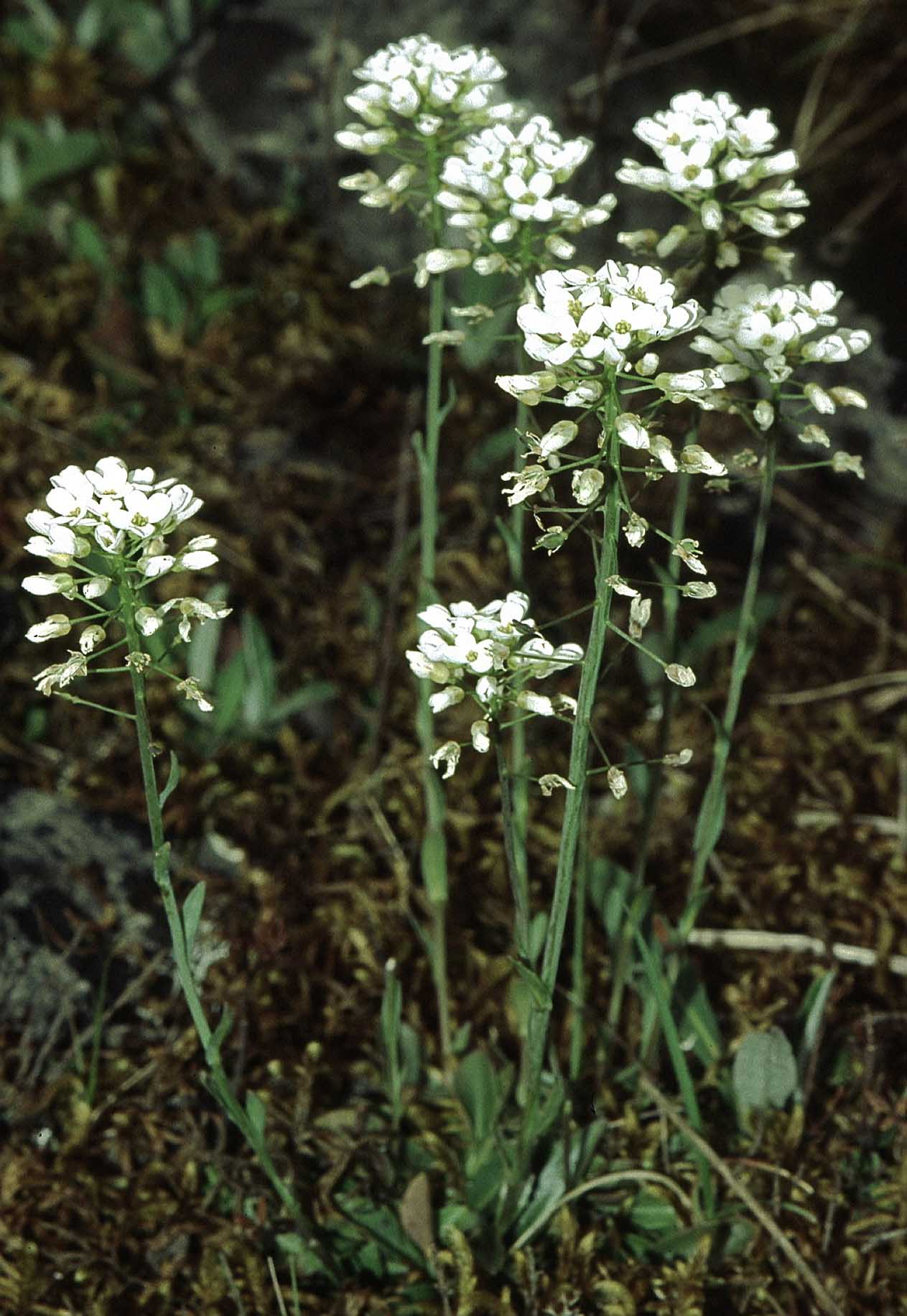
Berg-Hellerkraut (Thlaspi montanum)
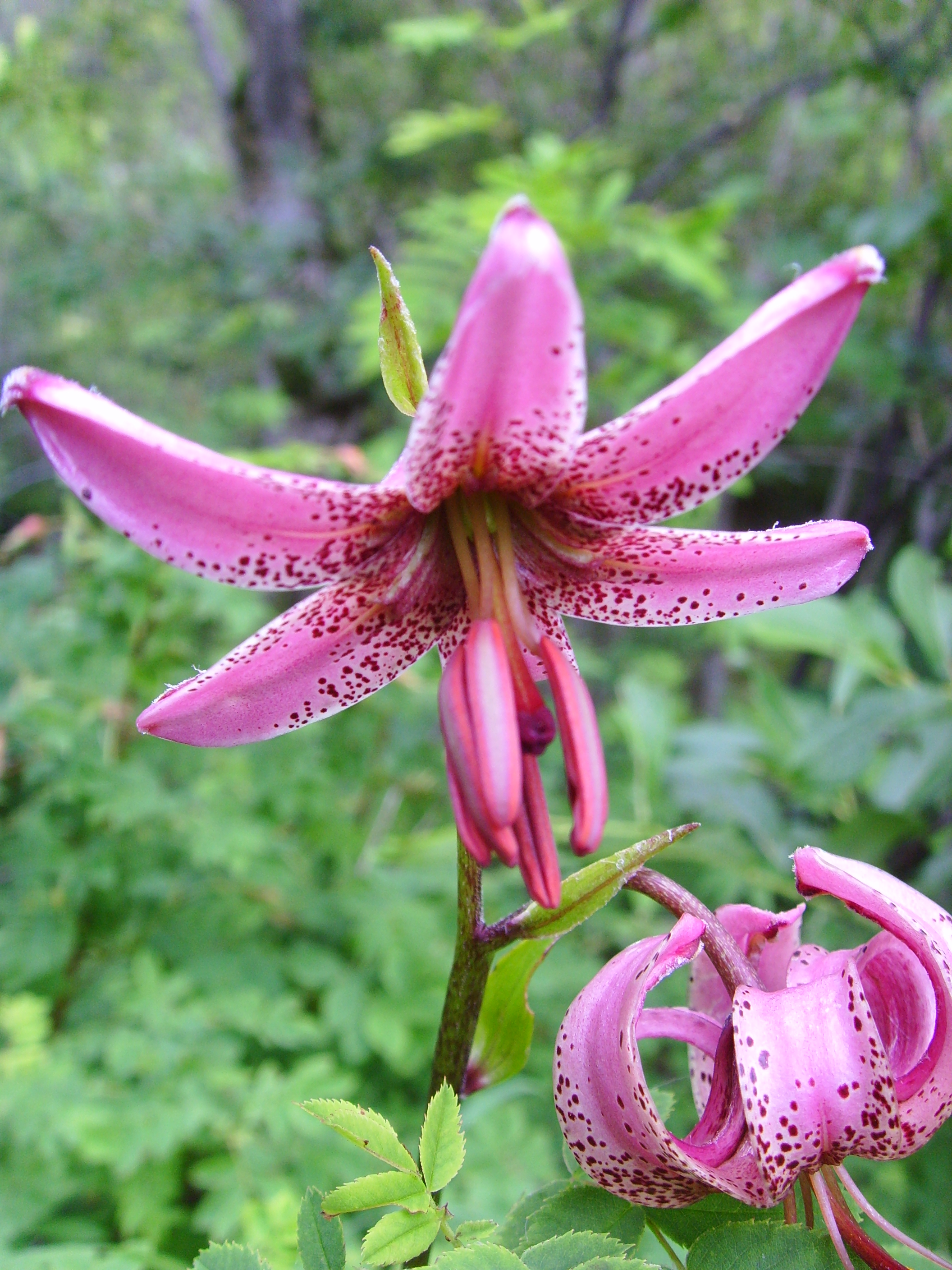
Türkenbundlilie (Lilium martagon)
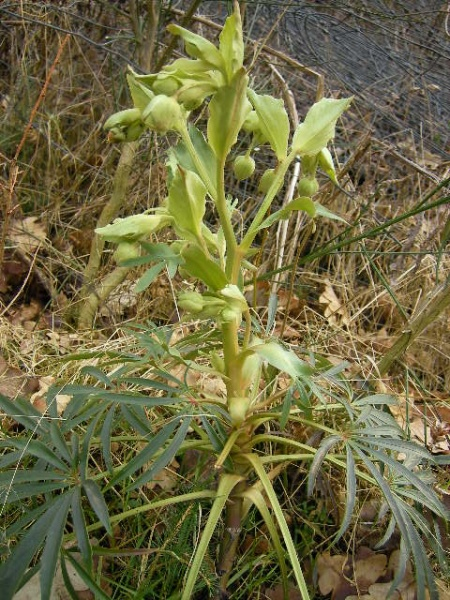
Stinkende Nieswurz (Helleborus foetidus)
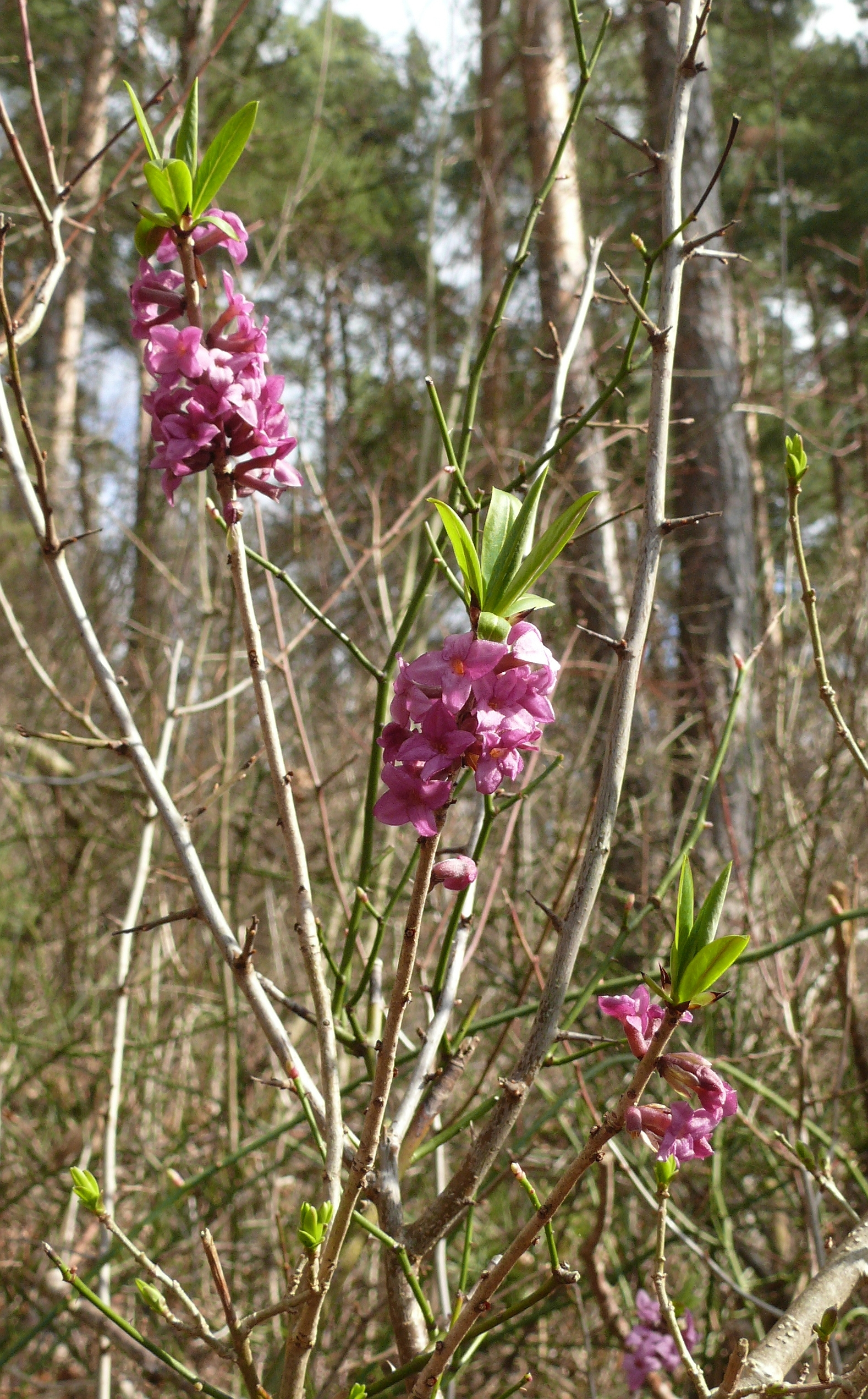
Seidelbast (Daphne mezereum)

## Historische Relikte

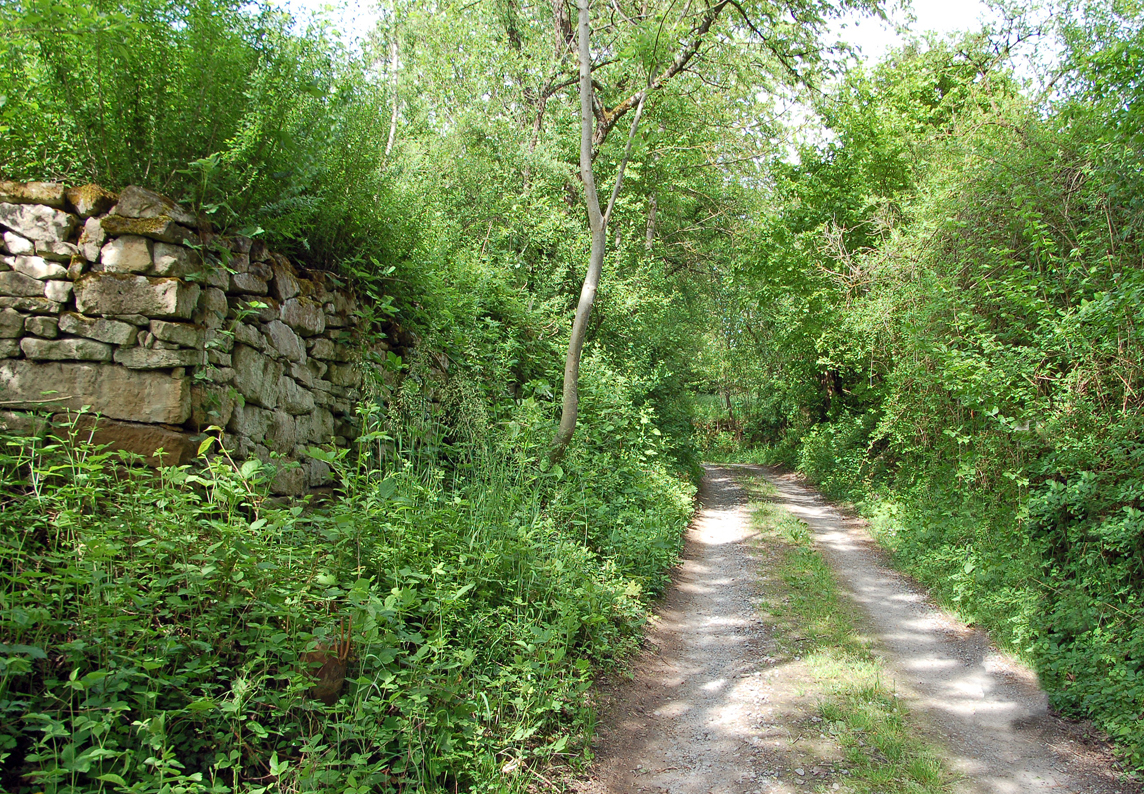
In diesem Hohlweg verlief einst eine Römerstraße

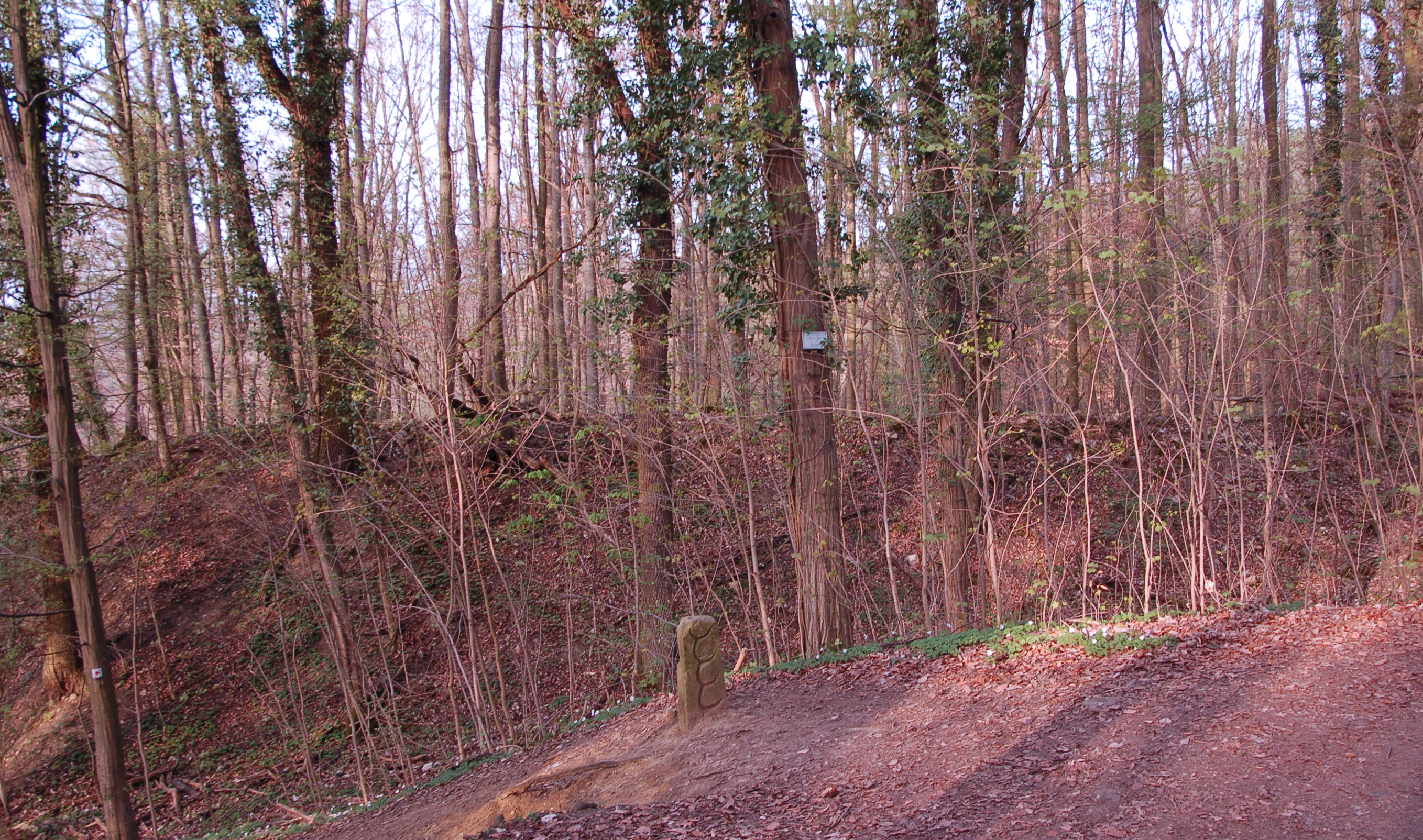
An der Südostecke des Bannwalds finden sich Relikte des Burgstalls vom Remminger Schlössle und ein württembergischer Grenzstein

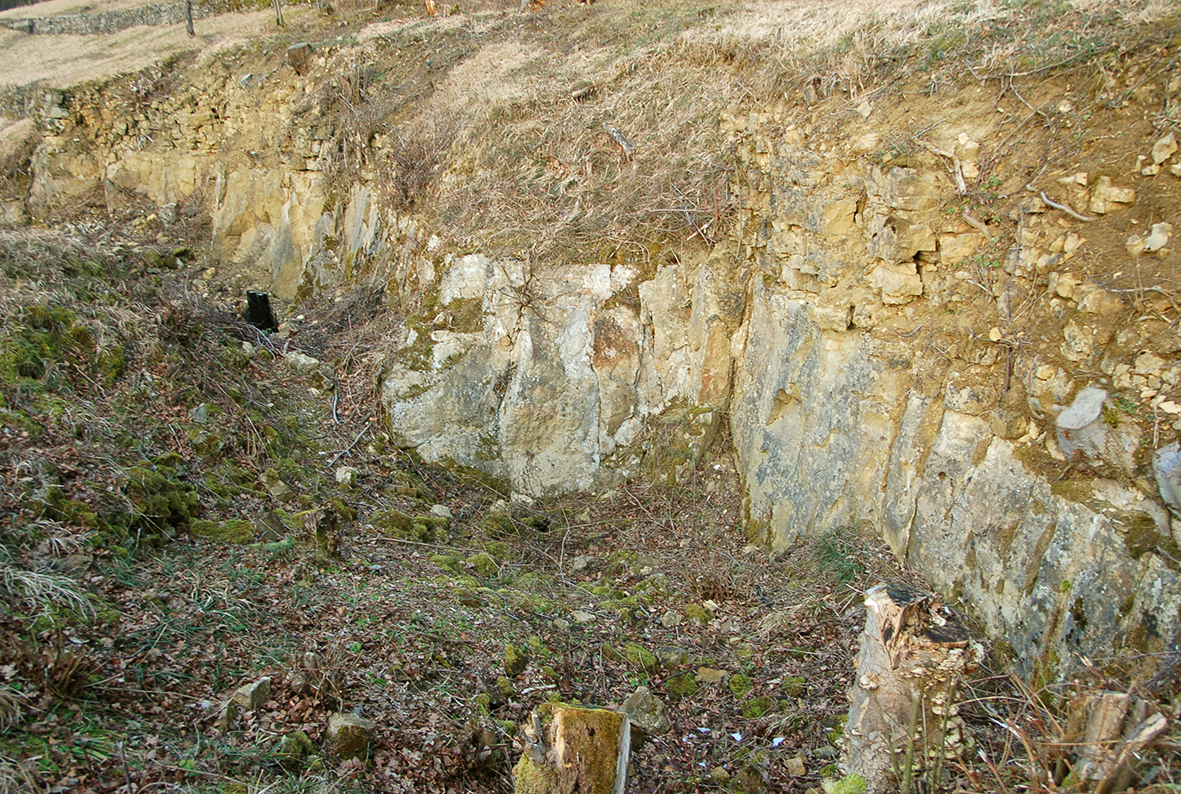
Ehemaliger Sandsteinbruch an der Hangkante mit verwitterter Deckschicht

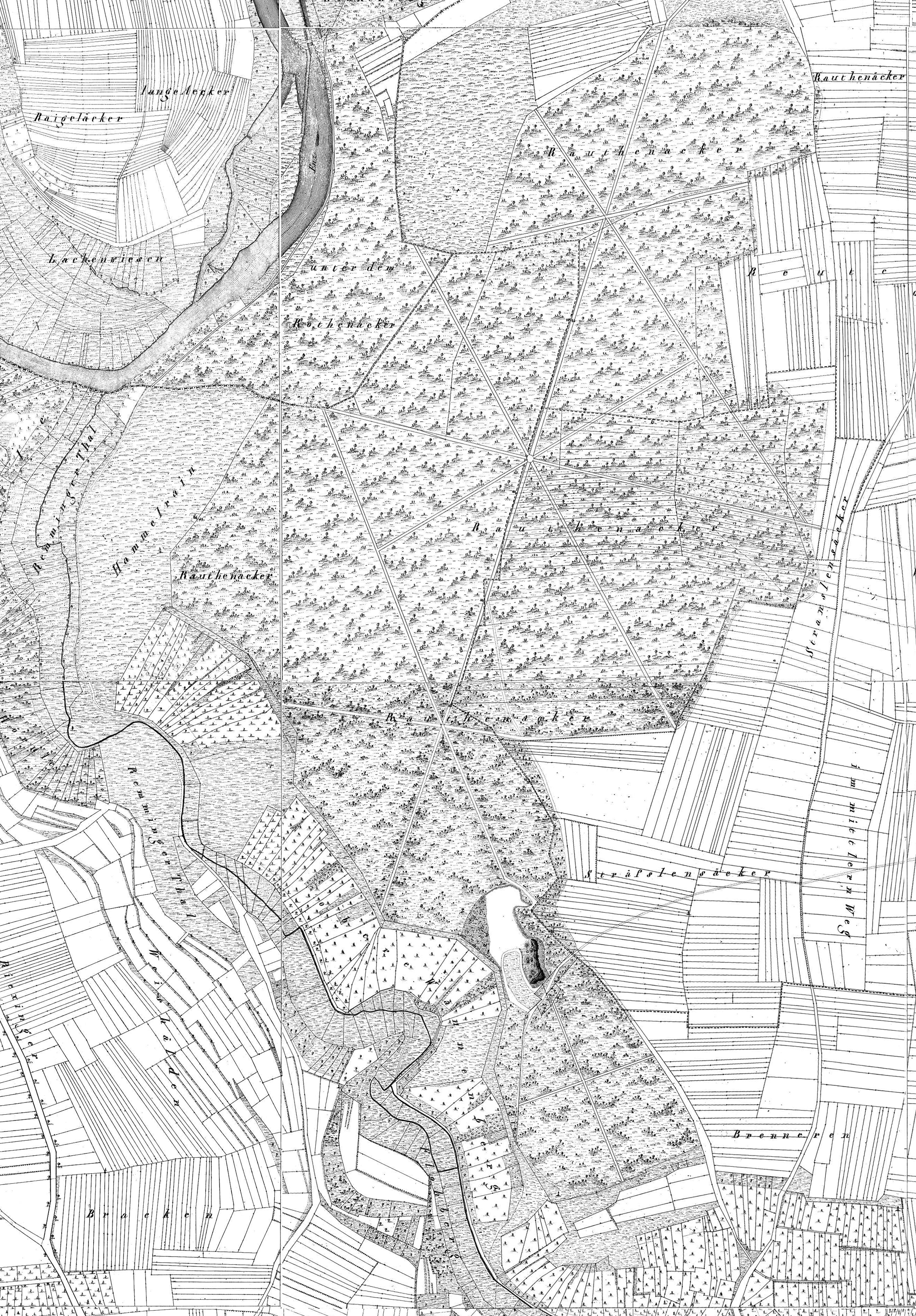
Der „Rauthenacker“ mit herrschaftlichem Jagdwegenetz, Sandsteinbruch und Schaftrieb auf der 1831/32 erstellten Urflurkarte. Die Flurparzellierung im zu Tamm gehörenden Ostteil legt eine spätere Aufforstung privater Äcker nahe.

### Fürstengrabhügel
Der Archäologe und Ausgräber des Hochdorfer Fürstengrabs Jörg Biel vom Landesdenkmalamt Baden-Württemberg hat 1973 auch im Rotenacker einen großen Grabhügel lokalisiert. Da dieser hier nicht durch Baumaßnahmen oder landwirtschaftliche Bearbeitung gefährdet ist, wurde auf eine Öffnung der anscheinend nicht von Grabräubern beeinträchtigten Grabkammern verzichtet.

### Römerstraße und Gutshof
Bei einer Grabung im Gewann „Sträßlensäcker“ am östlichen Waldrand wurden im 19. Jahrhundert Relikte einer Römerstraße entdeckt, die laut einer Urkunde der Geistlichen Verwaltung von Grüningen 1331 offenbar noch sichtbar war: In Zeile 9 wird eine „Steinern Strausse uf Büssinger velde“ angeführt. Hierauf verlief später die „Bissinger Weg“ genannte Straßenverbindung von Markgröningen nach Bissingen, die im 19. Jahrhundert an Bedeutung verlor und zum Feldweg degenierte. Ein Abschnitt des einstigen Hohlwegs blieb im Gewann „Brennerin“ vor der „Rotenacker Spitze“ erhalten. Weiter nördlich tangierte die Straße im Gewann „Weilerrain“ einen römischen Gutshof.

### Remminger Schlössle
Auf einem Sporn über dem Enztal an der Markungsgrenze von Markgröningen und dem wüst gefallenen Remmigheim, dessen Markung mit Untermberg zu Bissingen kam, findet man den Burgstall des Remminger Schlössles. Ehemaliger Mauerring und Graben sind noch nachvollziehbar. In direkter Nachbarschaft stehen gut erhaltene alte Grenzsteine von Grüningen und der Herrschaft Württemberg. Am Südrand der Burg entlang verläuft der alte „Spielmannsweg“, der Unterriexingen und Tamm auf kürzestem Weg verband.
Das laut Fuchs 1750 für Herzog Carl Eugen nur scheinbar willkürlich angelegte Wegenetz orientiert sich einerseits am Remminger Schlössle bzw. an der Achse zwischen dem Schlössle und Tamm, andererseits an den derzeitigen Besitzverhältnissen. Im rechten Winkel hierzu wurde die heutige Hauptachse, die nahezu nord-südlich verlaufende „Markgröninger Allee“, entlang der Grenze des Herrschaftswaldes angelegt. Eine zweite Achse verläuft diagonal vom Schlössle zur Rotenacker Spitze, unterbrochen durch den später ausgedehnten Steinbruch. Die übrigen sternförmig angelegten Wege orientieren sich an diesen Achsen.

### Steinbrüche
Der im Rotenacker anstehende Lettenkeupersandstein hat eine Mächtigkeit von stark sieben Metern unter einer Deckschicht von acht bis zehn Metern, die zur südlichen Hangkante ausstreicht. Weil der begehrte Baustoff hier leichter zu erschließen war, wurden entlang des gemeindeeigenen Herdwegs (Allmende) an der Hangschulter des Oberen Wannenbergs schon frühzeitig kleinere Steinbrüche angelegt: sicher bereits im Mittelalter zum Bau der mit diesem Gestein im 13. Jahrhundert erstellten Bartholomäuskirche, möglicherweise aber auch schon zuvor, da 1888 im Rotenacker bei römischen Grundmauern auch Steinbruchwerkzeug gefunden wurde.
Im 18. Jahrhundert wurde der im Kieserschen Forstlagerbuch 1682 erstmals erwähnte und innerhalb des herrschaftlichen Waldes gelegene Rotenacker Bruch zum Bau des Ludwigsburger Schlosses auf eine Grundfläche von über 300 mal 100 Metern ausgeweitet. Der „wohl bedeutendste Steinbruch im Lettenkeupersandstein“ erforderte nicht nur die Anheuerung von zahlreichen Fachkräften, sondern verlangte den württembergischen Untertanen in den umliegenden Gemeinden als unzumutbar empfundene Frondienste ab, um die Deckschicht abzutragen, die Quader zu verladen und die schwere Fracht nach Ludwigsburg zu bringen. Laut Oscar Paret ließ sich der hier abgebaute feinkörnige Lettenkeuper-Hauptsandstein „vorzüglich bearbeiten“ und war hervorragend geeignet für Tür- und Fenstereinfassungen, aber auch zur Herstellung der „schönen Bildhauerarbeiten“ am Ludwigsburger Schloss. „Der anfallende Abraum wurde im Ausbruch gelagert und bildet heute noch recht ansehnliche Hügel.“ Ab 1812 wurde der Steinbruch noch bis ins 20. Jahrhundert privatwirtschaftlich betrieben. Verbliebene Gruben wurden zum Teil mit Müll, Bauschutt und Erdaushub aus Tamm verfüllt. Entstehungszeit und Zweck einer in südöstlicher Richtung aus dem Steinbruch herausführenden, über hundert Meter langen Rampe sind bislang ungeklärt.

### Bunker
Der von Bissingen bis zur Mündung des Leudelsbachs reichende Abschnitt Rotenacker (Kürzel: Ro) der Neckar-Enz-Stellung entlang der entmilitarisierten Zone wurde in den dreißiger Jahren mit mehreren Bunkern gesichert. Noch heute lassen sich beim Schellenhof und westlich der Leudelsbachmündung Relikte dieser nach dem Zweiten Weltkrieg gesprengten Bunker finden.

## Naherholung
Der Rotenacker erfreut sich großer Beliebtheit als Naherholungsgebiet. Sein engmaschiges Wegenetz wird von Spaziergängern, Joggern, Reitern und Radfahrern intensiv frequentiert. In den siebziger Jahren wurde ein „Trimm-Dich-Pfad“ angelegt, von dem noch einige Geräte erhalten sind. Seit 1974 betreibt der Turnverein Markgröningen einen Lauftreff, dessen Mitglieder sich bis heute mehrmals wöchentlich zum „Joggen“ oder „Walken“ am Parkplatz „Tammer See“ treffen. Die Tammer Ortsgruppe des Schwäbischen Albvereins hat einen „Hammelweg“ genannten Wanderweg mit Geo-Caching eingerichtet.
An der Nord- und Südspitze des Rotenackers befindet sich jeweils ein Ausflugslokal: der Schellenhof und das ehemalige Naturfreundehaus, heute Flohberghaus genannt. Auf Wiesen am Ostrand des Rotenackers findet alljährlich zum 1. Mai das „Tammer Waldfest“ statt. Für Kinder ist der Rotenacker ein riesiger Abenteuerspielplatz, wo es viel zu entdecken gibt. Ein Potenzial, das zur Einrichtung des Markgröninger Waldkindergartens führte.